# Aix-en-Othe
Aix-en-Othe je francouzská obec v departementu Aube v regionu Grand Est. V roce 2012 zde žilo 2 467 obyvatel. Je centrem kantonu Aix-en-Othe.

## Sousední obce
Bérulle, Bœurs-en-Othe (Yonne), Neuville-sur-Vanne, Paisy-Cosdon, Saint-Mards-en-Othe, Villemaur-sur-Vanne, Villemoiron-en-Othe

## Vývoj počtu obyvatel
Počet obyvatel